# Allsvenskan i handboll för herrar 1948/1949
Allsvenskan i handboll 1948/1949 vanns av IFK Karlskrona.

## Slutställning
| Nr | Lag              | S  | V  | O | F  | GM  | IM  | MS  | P  |
| -- | ---------------- | -- | -- | - | -- | --- | --- | --- | -- |
| 1  | IFK Karlskrona   | 18 | 14 | 1 | 3  | 251 | 176 | +75 | 29 |
| 2  | IFK Kristianstad | 18 | 13 | 2 | 3  | 217 | 162 | +55 | 28 |
| 3  | Majornas IK      | 18 | 10 | 2 | 6  | 227 | 197 | +30 | 22 |
| 4  | IK Heim (U)      | 18 | 9  | 2 | 7  | 166 | 164 | +2  | 20 |
| 5  | Redbergslids IK  | 18 | 8  | 2 | 8  | 186 | 175 | +11 | 18 |
| 6  | Örebro SK (U)    | 18 | 6  | 3 | 9  | 199 | 226 | −27 | 15 |
| 7  | F11 Nyköping     | 18 | 6  | 2 | 10 | 231 | 259 | −28 | 14 |
| 8  | Västerås IK      | 18 | 5  | 3 | 10 | 181 | 204 | −23 | 13 |
| 9  | Skövde AIK       | 18 | 5  | 3 | 10 | 186 | 220 | −34 | 13 |
| 10 | IFK Lidingö      | 18 | 3  | 2 | 13 | 172 | 233 | −61 | 8  |

## Skytteligan
| Placering | Namn                         | Klubb            | Matcher | Mål |
| --------- | ---------------------------- | ---------------- | ------- | --- |
| 1         | Stig Nilsson                 | Majornas IK      | 18      | 69  |
| 2         | Åke Moberg                   | IFK Kristianstad |         | 65  |
| 3         | Carl-Erik Stockenberg        | IFK Kristianstad |         | 59  |
| 4         | Karl-Erik "Rommis" Johansson | F11 IF           |         | 55  |
| 5         | Rune Åhrling                 | Örebro SK        |         | 54  |

### Fotnoter
1. ↑  ”Skytteligan 2011 – 2012”. Svenska handbollsförbundet. 28 februari 2012. http://www.svenskhandboll.se/ImageVaultFiles/id_2951/cf_31/Elit_Herrar_Skyttekungar.PDF. Läst 2 juni 2015.
2. ↑   Boken om handboll. 1953. sid. 132